# Géza Alföldy
Dans le nom hongrois Alföldy Géza, le nom de famille précède le prénom, mais cet article utilise l’ordre habituel en français Géza Alföldy, où le prénom précède le nom.
Géza Alföldy, né le 7 juin 1935 à Budapest et mort le 6 novembre 2011 à Athènes, est un historien et épigraphiste hongrois spécialiste de l'Antiquité romaine.

## Biographie

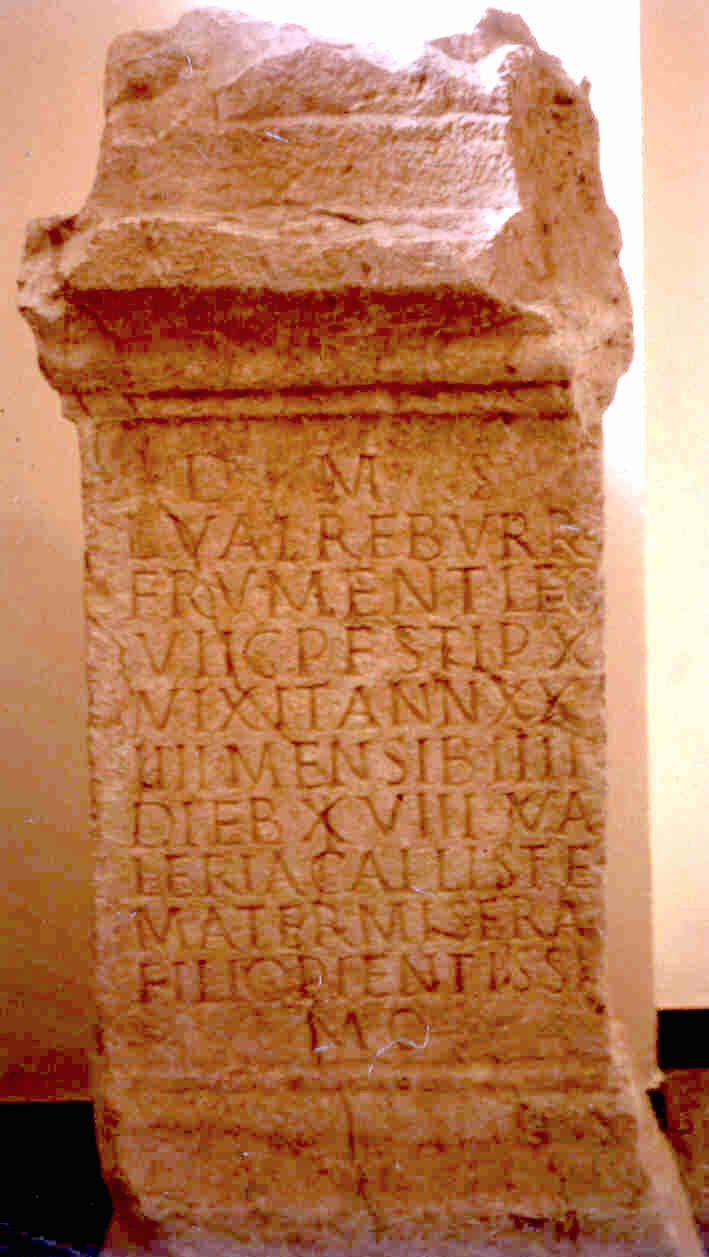
Inscription romaine de Tarragone. La publication du corpus des inscriptions de Tarragone en 1975 (RIT) puis en 2011 (CIL II^{2}) a marqué la carrière scientifique de Géza Alföldy. Ici, inscription CIL II, 6088 ; RIT 204 ; CIL II^{2}, 1061, épitaphe d'un soldat.

Géza Alföldy mène ses études de 1953 à 1958 à l'université de Budapest où il soutient son doctorat en 1959. Il est ensuite assistant à l'institut d'histoire ancienne de l'université de Budapest. En 1965, il émigre en République fédérale d'Allemagne. De 1965 à 1968, il travaille au Rheinischen Landesmuseum Bonn et habilite auprès de l'université de Bonn où il enseigne ensuite avant d'être professeur à l'Université de la Ruhr à Bochum. De 1975 jusqu'à son éméritat en 2002, il a enseigné l'histoire ancienne à l'université de Heidelberg. En 2011, sa bibliographie comptait plus de 580 livres et articles. Il a reçu le titre de docteur honoris causa dans plus de dix universités ainsi que de nombreuses récompenses académiques, en particulier le Prix Gottfried Wilhelm Leibniz (en 1986).

## Travaux
Les travaux de Géza Alföldy ont porté sur des nombreux aspects de l'histoire de l'Empire romain. Il s'est particulièrement intéressé à certaines régions de l'empire, les régions de l'Illyrie, les provinces de Germanie, l'Hispanie citérieure, l'Italie du Nord et la ville de Rome. Dans le domaine de l'épigraphie latine il a contribué à la publication d'importants recueils d'inscriptions comme celui de Tarragone (1975) ou, plus récemment, la nouvelle édition des volumes du Corpus Inscriptionum Latinarum pour l'Espagne et deux importants fascicules du tome VI consacré à la ville de Rome. Il a aussi été le fondateur de la banque de données épigraphiques en ligne Epigraphische Datenbank Heidelberg. Ses recherches ont porté sur l'histoire sociale, politique et militaire de Rome, en particulier à travers des études prosopographiques comme son étude sur les légats de légions du Rhin (1967) ou son étude sur le consulat à l'époque antonine (1977). Il a consacré de nombreux articles à l'histoire militaire de l'Empire romain ainsi qu'à la période de la crise du troisième siècle. Il s'est aussi intéressé à l'histoire contemporaine de la Hongrie.

## Ouvrages
- Bevölkerung und Gesellschaft der römischen Provinz Dalmatien, Akadémiai Kiadó, Budapest 1965.
- Die Legionslegaten der römischen Rheinarmeen, Cologne, 1967 (Epigraphische Studien, 3) (Beihefte der Bonner Jahrbücher, 22).
- Die Hilfstruppen der römischen Provinz Germania inferior, Rheinland-Verlag, Düsseldorf, 1968 (Epigraphische Studien, Band 6).
- Fasti Hispanienses. Senatorische Reichsbeamte und Offiziere in den spanischen Provinzen des römischen Reiches von Augustus bis Diokletian, Steiner, Wiesbaden 1969.
- Die Personennamen in der römischen Provinz Dalmartia, (Beiträge zur Namenforschung N. F., Beiheft 4), Heidelberg 1969,
- Flamines provinciae Hispaniae Citerioris. CSIC Arqueologia, Madrid 1973.
- Probleme der Geschichtswissenschaft. Pädagogischer Verlag Schwann, Düsseldorf, 1973 (Geschichte und Gesellschaft Bochumer Historische Studien).
- Noricum. Routledge & Kegan Paul, London 1974.
- Römische Sozialgeschichte Steiner, Wiesbaden 1975,  (ISBN 3-515-02045-4) (Wissenschaftliche Paperbacks Sozial- und Wirtschaftsgeschichte, Bd. 84). 4., dernière édition refondue : Steiner, Stuttgart 2011,  (ISBN 978-3-515-09841-0) (traduit en français : Histoire sociale de Rome, Paris, Picard, 1991).
- Die Römischen Inschriften von Tarraco. (=RIT), Berlin, 1975 (Madrider Forschungen 10).
- Los Baebii de Saguntum, Servicio de Investigacion Prehistorica, Valencia  1977.
- Konsulat und Senatorenstand unter den Antoninen. Prosopographische Untersuchungen zur senatorischen Führungsschicht, Habelt, Bonn, 1977.
- Römische Statuen in Venetia et Histria: Epigraphische Quellen, Universitätsverlag C. Winter, Heidelberg 1984 (Abhandlungen der Heidelberger Akademie der Wissenschaften. Philosophisch-Historische Klasse, Jahrgang 1984, 3. Abhandlung).
- Die römische Gesellschaft. Ausgewählte beiträge (Habes 1), Stuttgart 1986,
- Römisches Städtewesen auf der neukastilischen Hochebene. Ein Testfall für die Romanisierung, Universitätsverlag  C. Winter, Heidelberg, 1987 (Abhandlungen der Heidelberger Akademie der Wissenschaften, Jahrgang 1987,3).
- Römische Heeresgeschichte. Beiträge 1962-1985, (Mavors, Roman Army Researches III), Amsterdam 1987.
- Die Krise des römischen Reiches. Geschichte, Geschichtsschreibung und Geschichtsbetrachtung. Ausgewählte Beiträge (Habes 5), Stuttgart 1989
- Der Obelisk auf dem Petersplatz in Rom. Ein historisches Monument der Antike. Heidelberg 1990.
- Tarraco, Tarragone, 1991.
- Studi sull'epigrafia augustea e tiberiana di Roma (Vetera 8), Rome 1992.
- Corpus Inscriptionum Latinarum volumen sextum. Inscriptiones urbis romae latinae. pars octava. Titulos et imagines collegit schedasque comparavit Silvio Panciera. Fasciculus alter. Titulos imperatorum domusque eorum thesauro schedarum imaginumque ampliato edidit Géza Alföldy adiuvantibus Anne Kolb, Thomas Kruse, Veit Rosenberger, Andrea Scheithauer, Gabriele Wesch-Klein itemque Ivan di Stefano Manzella, Martin Spannagel, Jens-Uwe Krause, De Gruyter, Berlin – New York, 1996.
- Die Bauinschriften des Aquäduktes von Segovia und des Amphitheaters von Tarraco, de Gruyter, Berlin 1997,  (ISBN 3-11-014418-2) (Madrider Forschungen, 19).
- Ungarn 1956. Aufstand, Revolution, Freiheitskampf, 2. Auflage. Universitätsverlag C. Winter, Heidelberg 1998,  (ISBN 3-8253-0553-8) (Schriften der Philosophisch-historischen Klasse der Heidelberger Akademie der Wissenschaften, 2).
- Städte, Eliten und Gesellschaften in der Gallia Cisalpina. Epigraphisch-historische Untersuchungen, (Habes 30), Steiner, Stuttgart 1999.
- Das Imperium Romanum - ein Vorbild für das vereinte Europa?, Schwabe, Basel 1999 (Jacob-Burckhardt-Gespräche auf Castelen, 9).
- Provincia Hispania superior, Universitätsverlag C. Winter, Heidelberg, 2000 (Schriften der Philosophisch-historischen Klasse der Heidelberger Akademie der Wissenschaften, 19).
- (avec Silvio Panciera): Inschriftliche Denkmäler als Medien der Selbstdarstellung in der römischen Welt. Steiner, Stuttgart 2001.
- (avec J. M. Abascal), El arco de Medinacelli (Soria Hispania Citerior), (Bibliotheca Archaeologica Hispana 18), Madrid 2002.
- Corpus Inscriptionum Latinarum editio altera. Voluminis secundi, pars XIV, fasciculus secundus : colonia Iulia Urbs Triumphalis Tarraco, Berlin New York, 2011.

## Distinctions
- Croix d'officier de l'ordre du Mérite